# Terlinguachelys
Terlinguachelys es un género extinto de tortuga marina que vivió dirante el período Cretácico Superior, hace unos 80 millones de años. T. fishbecki es la única especie descrita para este género, y se clasifica en la familia Protostegidae junto con otras tortugas marinas extintas.
Siendo una tortuga marina, Terlinguachelys ya mostraba varias características típicas de sus contrapartes modernas. Estas incluyen un cuerpo aplanado en sentido dorsoventral, una cabeza relativamente grande con un cuello corto y las distintivas extremidades delanteras en forma de remo que poseen las tortugas marinas. Sin embargo, algunas diferencias anatómicas identifican a esta tortuga como un miembro basal de la superfamilia de tortugas marinas, Chelonioidea. Por ejemplo, la zona posterior de la mandíbula de Terlinguachelys' tiene varios elementos que se encuentran reducidos en las formas posteriores. Mientras que la zona posterior mandibular de las tortugas marinas modernas es lisa y con forma ahusada, la de Terlinguachelys tiene fosas prominentes. Las placas que conforman el caparazón del único espécimen descubierto fueron analizadas, revelándose que estas no estaban completamente osificadas, lo que sugiere que este taxón tiene una relación más cercana con las tortugas laúd más que con otras tortugas marinas modernas. Además, este género en particular tiene un fémur comparativamente más largo en proporción a su húmero que otras especies de tortugas marinas, actuales o extintas.
Terlinguachelys fue descubierto en 1987. El espécimen fue desenterrado en rocas localizadas en la Formación Aguja de Texas, Estados Unidos, la cual data de la época del Campaniense del final del período Cretácico. El espécimen holotipo, catalogado como TMM 43072-1, consiste en un esqueleto incompleto que incluye partes del cráneo, el caparazón y las extremidades.
El nombre de este género hace referencia al pueblo de Terlingua (Texas), a solo unos kilómetros del sitio en que se descubrió el espécimen. El nombre de Terlinguachelys fischbecki podría traducirse como "tortuga de Fischbeck de Terlingua". El nombre de la especie es en honor de un profesor local, George R. Fischbeck, quien fue popular en la década de 1960.